# El Pescadero, Mexiko
El Pescadero är en ort i Mexiko.   Den ligger i kommunen La Paz och delstaten Baja California Sur, i den västra delen av landet, 1 200 km väster om huvudstaden Mexico City. El Pescadero ligger 53 meter över havet och antalet invånare är 2 338.
Terrängen runt El Pescadero är platt åt nordväst, men åt sydost är den kuperad. Havet är nära El Pescadero åt sydväst. Runt El Pescadero är det glesbefolkat, med 20 invånare per kvadratkilometer. Närmaste större samhälle är Todos Santos, 10,7 km nordväst om El Pescadero. Omgivningarna runt El Pescadero är i huvudsak ett öppet busklandskap.